# Despotism
Despotism, (grekiska despo'teia) eller despoti, kallas vanligen det slags monarkiska statsskick, vari monarken härskar obunden av alla lagar, blott enligt sitt eget godtycke. Denna styrelseform var rådande i antikens stora monarkier och har varit det ännu i modern tid i Tsarryssland och i österlandet. Ordet har sitt ursprung i den bysantinska hovtiteln despot.
Den starka kunga- och furstemakt, som vid medeltidens slut och nya tidens början uppstod i Europa, utvecklade sig även till nästan despotiskt envälde. 
Med den upplysta despotismen menar man dessa enväldiga härskares (despoters) makt, då de under 1700-talet (från Fredrik den stores uppstigande på tronen 1740, till franska revolutionens tid) bemödade sig att genom sprängande av sociala skiljemurar, lättande av bördor och befordrande av materiell förkovran förbättra sina undersåtars ställning, men inte ville släppa något av sin politiska makt ifrån sig, enligt principen allt för folket, intet genom folket.
Begreppet används även inom statsvetenskap i en mer vidsträckt betydelse, nämligen för att beteckna en av lag obunden, kränkande styrelsemakt mot den personliga friheten och säkerheten, oavsett typ av statsform. Man talar sålunda till exempel om välfärdsutskottets despotism under den franska revolutionen, då styrelsesättet var republikanskt. I vår tid har tendenser framträtt, som går ut på att genom statens lagstiftning helt och hållet undertrycka den individuella friheten, och härigenom hotar en ny despotism att uppstå, som kan kallas statsdespotism. Här tangerar alltså betydelsen totalitarism.
Av Aristoteles och traditionen efter honom användes ordet despotism om monarkier där hänsyn endast togs till härskarens fördel. Sedan Montesquieu har despoti använts om oinskränkt envälde, till skillnad från konstitutionell monarki.
Såsom despotism betecknas även ett härsklystet uppträdande inom det enskilda livet.